# Järnboås
Järnboås is een plaats in de gemeente Nora in het landschap Västmanland en de provincie Örebro län in Zweden. De plaats heeft 50 inwoners (2005) en een oppervlakte van 20 hectare.